# Сезанн, Поль
Поль Сеза́нн (фр. Paul Cézanne; 19 января 1839, Экс-ан-Прованс — 22 октября 1906, там же) — французский живописец, представитель постимпрессионизма. Своеобразие его творчества породило термин «сезаннизм», которым в истории искусства обозначают неофициальное течение и работы его последователей, открывших дорогу другому течению в искусстве модернизма — кубизму.

## Биография
Сезанн родился в Экс-ан-Провансе 19 января 1839 года. Предки художника прибыли во Францию из итальянского городка Чезена (итал. Cesena, Эмилия-Романья). Отсюда фамилия. Он был внебрачным ребёнком Луи Огюста Сезанна и Анны Элизабет Онорин Обер, мастерицы-шляпницы.
Он вырос в тихом Экс-ан-Провансе, старой провинциальной столице Южной Франции, в 15 милях вглубь страны от Марселя. Отец художника, Луи-Огюст Сезанн, самоуверенный и напористый, отправился в Париж учиться шляпному ремеслу. Вернувшись в Экс после нескольких лет ученичества, он вложил свои сбережения в оптовую и розничную торговлю шляпами, в мастерскую, которой управляла родственница Анны Обер, преуспел в этом, и со временем стал ссужать деньгами производителей шляпного фетра. Вскоре этот «грубый и жадный» человек — таким он запомнился друзьям детства Сезанна — сделался самым удачливым ростовщиком в Эксе.
В детстве Сезанн имел слабое представление о хорошей живописи, но во многих других отношениях он получил превосходное образование. После окончания средней школы он посещал школу Святого Иосифа (Saint-Joseph), а затем с тринадцати до девятнадцати лет учился в Коллеже Бурбон (le collège Bourbon). Его образование вполне соответствовало традиции и общественным и религиозным требованиям времени. Сезанн хорошо учился и получил немало наград по математике, латинскому и греческому языкам. На протяжении всей последующей жизни он с увлечением читал классических авторов, писал латинские и французские стихи и до последних дней был способен цитировать по памяти целые страницы из Апулея, Вергилия и Лукреция.
Рисование было обязательным предметом и в школе Святого Иосифа, и в Коллеже Бурбон, а с пятнадцати лет Сезанн начал посещать Школу рисования в Эксе (l'école de dessin d’Aix-en-Provence). Однако ежегодного приза по рисованию в коллеже он никогда не получал (при этом в 1857 году его удостоился лучший друг юного Поля — Эмиль Золя). Прилежно учась, в частности по математике, в 1858 году он успешно сдал бакалавриат и без энтузиазма приступил к изучению права в университете Экса по просьбе отца. 25 августа 1859 года Сезанн получил вторую премию по живописи от Школы рисования за «этюд головы с живой модели маслом и в натуральную величину». В 1860 году Сезанн бросил учёбу в области права и переехал в Париж. Самостоятельно заниматься живописью Сезанн начал довольно поздно: в двадцать три года.

## Личность

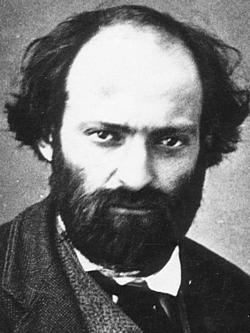
Поль Сезанн. Фотография 1899 года

Произведения Сезанна несут на себе отпечаток внутренней жизни художника. Они наполнены внутренней энергией притяжения и отталкивания. Противоречия были изначально свойственны и психическому миру художника, и его художественным устремлениям. Южный темперамент соединялся в бытовой жизни Сезанна с затворничеством и аскетизмом, набожность — с попытками освободиться от сковывающих темперамент религиозных традиций. Уверенный в своей гениальности, Сезанн тем не менее был вечно одержим боязнью не найти точных средств выражения того, что он хотел выразить на картине средствами живописи. Он вечно твердил о неспособности «осуществить» собственное видение, всё время сомневался в том, что смог это сделать, и каждая новая картина становилась и опровержением, и подтверждением этого.
Сезанну, очевидно, были свойственны многие страхи и фобии, и его неустойчивый характер нашёл себе пристанище и спасение в работе живописца. Возможно, именно это обстоятельство послужило главной причиной столь фанатичного труда Сезанна над своими картинами. Мнительный и нелюдимый, Сезанн в процессе творчества становился цельным и сильным человеком. Творчество тем сильнее излечивало его от собственных непреодолённых душевных противоречий, чем интенсивнее оно протекало.
В зрелые годы ощущение собственных психологических комплексов и несовершенства окружающего мира постепенно сменилось в творчестве Сезанна ощущением не столько противоречивости, сколько таинственной сложности мира. Сомнения отошли и на первый план выдвинулось понимание глубинных возможностей творчества и художественного языка. Если этот язык лаконичен, то появляется шанс его выразить в каком-то количестве основных знаков или форм. Именно на этом этапе возникли лучшие, самые глубокие и содержательные работы Сезанна.

## Раннее творчество

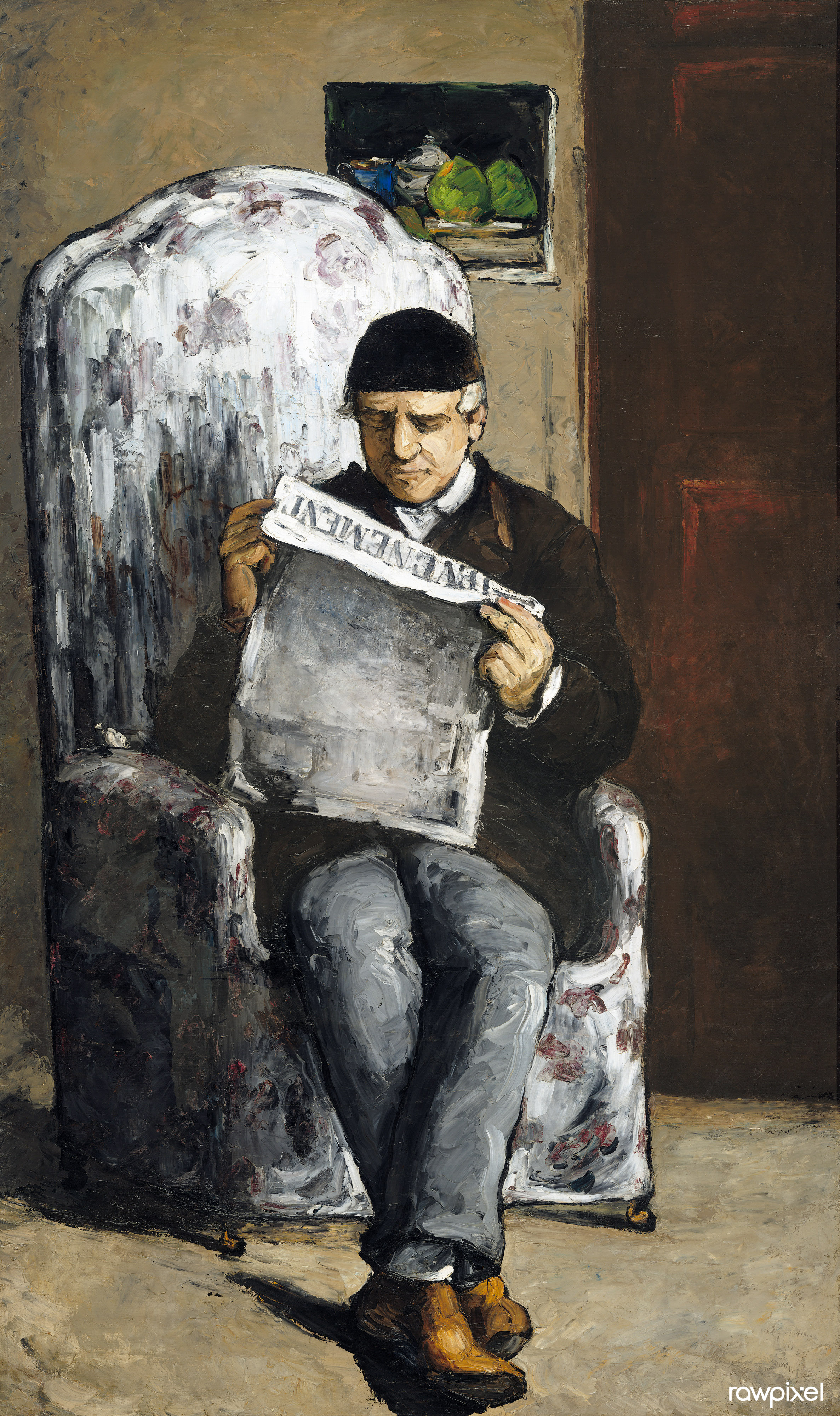
Портрет отца, читающего «L'Événement». 1866. Холст, масло. Национальная галерея искусств, Вашингтон

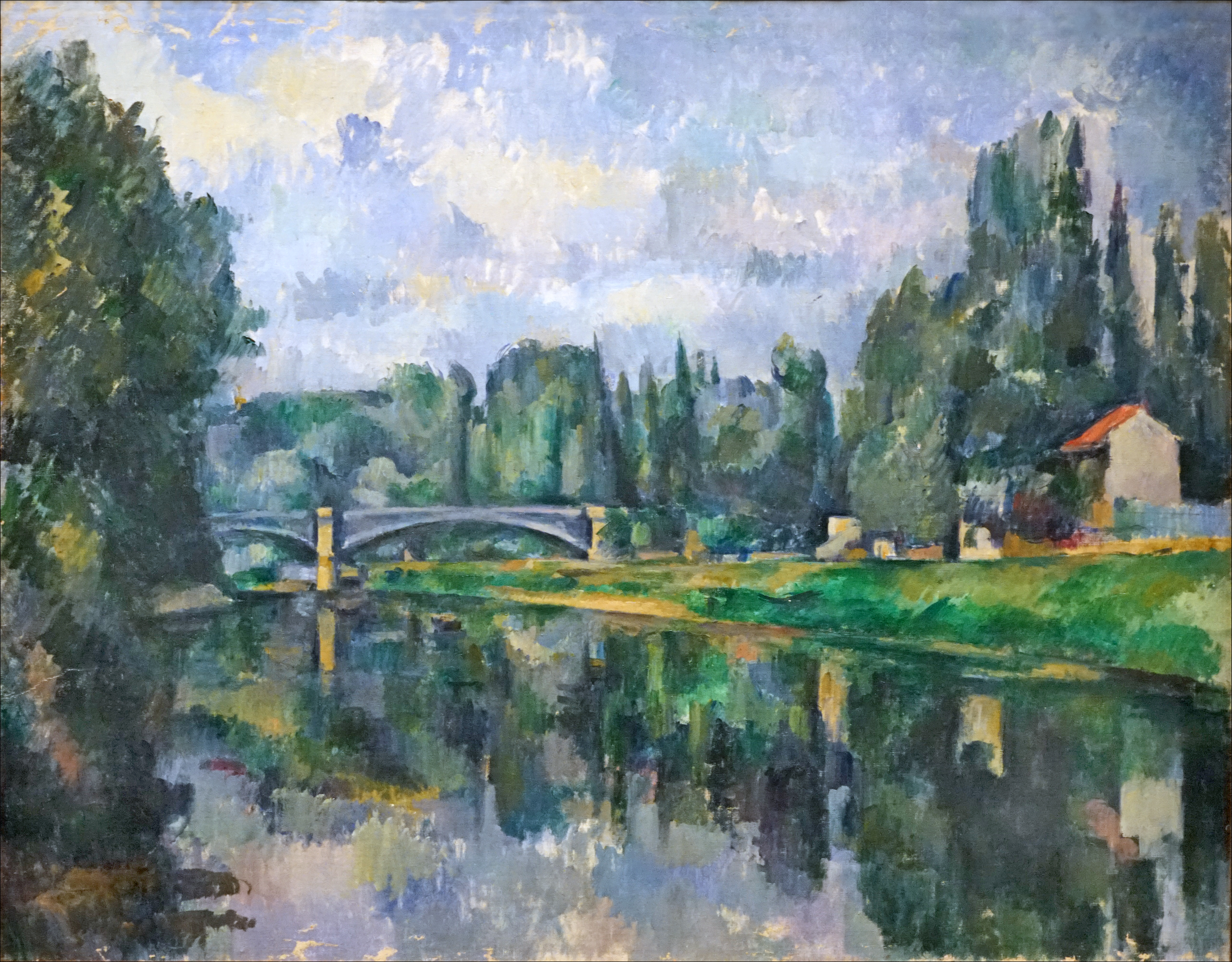
Мост через Марну в Кретёй. 1894. Холст, масло. Фонд Л. Виттон, Париж

Ранние работы Сезанна выдают его сильный темперамент, они характерны несколько мрачным колоритом, стремлением к материальной весомости форм и живописной фактуры, но также отягощены отсутствием профессиональных навыков и школы в искусстве. По интерпретации сюжетов их можно отнести к романтизму, а в выборе тем очевидно влияние картин старых мастеров, которые Сезанн изучал в Лувре. Наибольшее влияние на молодого Сезанна оказали картины Паоло Веронезе, Тинторетто, Эжена Делакруа и Оноре Домье. Этих живописцев объединяет темперамент и экспрессивная манера письма, что было привлекательно для Сезанна, характер которого отличался резкими сменами настроения. Очевидные заимствования, несамостоятельность стиля ранних работ, отсутствие необходимой школы рисунка и живописи предопределили невозможность признания раннего творчества художника и показа его картин на официальных академических выставках.
Тем не менее, Сезанн примкнул к группе импрессионистов и участвовал в их первой выставке в 1874 году. Но, в отличие от своих новых друзей, он был не удовлетворён передачей в живописи мимолётных «настроений» и хотел «превратить импрессионизм в нечто основательное и долговечное, подобное искусству в музеях».

## Пейзажи Сезанна
Знакомство с импрессионистами и совместная работа с Камилем Писсарро способствовали тому, что палитра Сезанна стала более светлой, а мазки — раздельными и динамичными. Влияние Писсарро сказалось и в том, что пейзажи заняли ключевое место в творчестве Сезанна. Трудно сказать при этом, что Сезанн не пришёл бы к этому без Писсарро. Скорее всего, пришёл бы, но, возможно, значительно позже и не столь решительно. В пейзажах Писсарро Сезанна привлекало умение их автора организовывать пространство. Эта черта оказалась родственна внутренним устремлениям самого Сезанна. Но влияние Писсарро не привело к появлению в живописи Сезанна главного интереса импрессионистов: превращения материальной формы только в «света́ и рефлексы».

 Сезанн, как он сам говорил, «любил ходить на мотив», делая этюды с натуры, но сами картины писал в мастерской, серьёзно и подолгу выстраивал композицию, как каменщик выкладывает из отдельных мазков-камней целое здание. Сезанн пошёл собственным путём. Его интересовали не изменчивость, а устойчивость сочетаний цветов и форм в природе. Художник стремился соединить цвет и форму, как бы возвращая живопись после импрессионистов, с учётом их достижений в области цвета к первоистокам. Он хотел придать цвету вещественность, материальность. Если импрессионисты были аналитиками — изучая взаимодействие формы и цвета, они зрительно растворяли объём в окружающей свето-воздушной среде, то Сезанн, напротив, стремился к живописному синтезу цвета, формы и пространства. Он хотел показать, как одна форма влияет на другую, как объём предмета «втягивает или выталкивает» пространство. Отсюда некоторая геометризация форм и мазка его кисти
Сезанн часто повторял: «Нам нужно снова стать классиками через природу при помощи ощущения». Критикуя «плоскую живопись» импрессионистов, он насмешливо называл Клода Моне «только глазом». В своих пейзажах Сезанн создал новую живописную перспективу. «Он настолько сильно ощущал глубину изобразительного пространства, что дальний план в его пейзажных этюдах как бы выдвигался вперёд, или, точнее, сам художник мысленно оказывался внутри изображаемого пространства, «обтекающего» его со всех сторон. Это была новая, более сложная, чем классическая, созданная в эпоху Возрождения, перспектива живописи, отчасти возвращающая наше восприятие к пространству византийской иконописи и готики. Поэтому иллюзорная глубина Сезанну не удавалась. Сам художник восклицал: „Я вижу планы, которые качаются и наклонены, прямые линии кажутся мне падающими“».
Художник уединился на юге Франции в Экс-ан-Провансе, где в одиночку стал разрабатывать новый метод пейзажной живописи. Недаром Сезанна прозвали «одиноким упрямцем из Экса». Он искал собственную «целостность формы и пространства», и находил её в природе. Более восьмидесяти картин он посвятил изображению горы Сент-Виктуар в окрестностях Экса, стремясь достичь в них, по словам историка искусства Готфрида Бёма, «синтеза постоянства и изменчивости».
Многократно изображая гору Сент-Виктуар, Сезанн «каждый раз находил новое взаимодействие массы горы с окружающим пространством, причём всегда подчёркивал тектоничность — то, как гора „вставляется в приготовленное для неё место“. Примечательно, что изобразительная тектоника этюдов Сезанна корреспондирует с действительными геологическими сдвигами, разломами земной коры в этом месте. Интуитивно Сезанн всегда находил „точку зрения у разлома“».

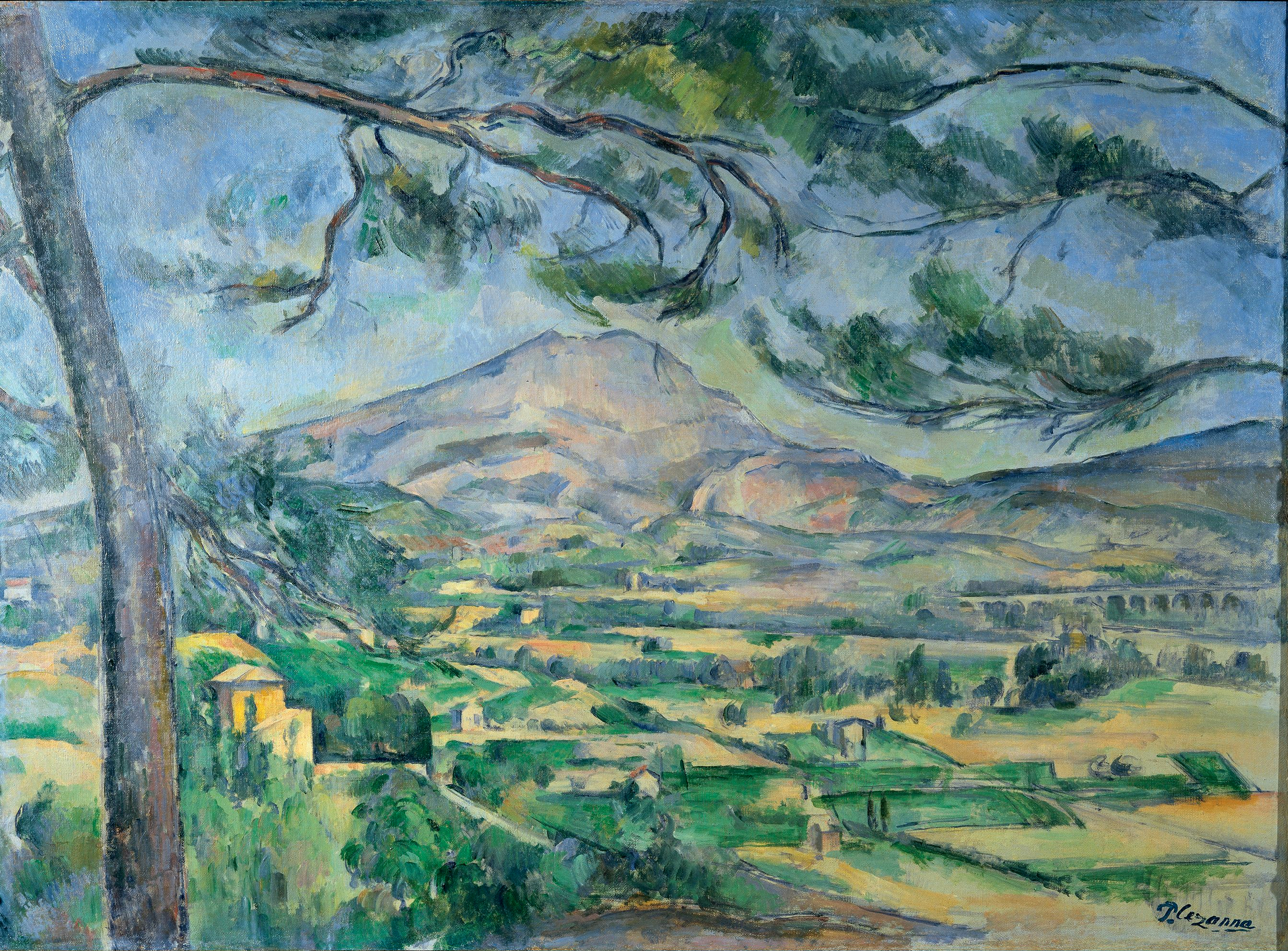
Гора Сент-Виктуар с большой сосной. Около 1886 г. Холст, масло. собрание Института Курто, Лондон

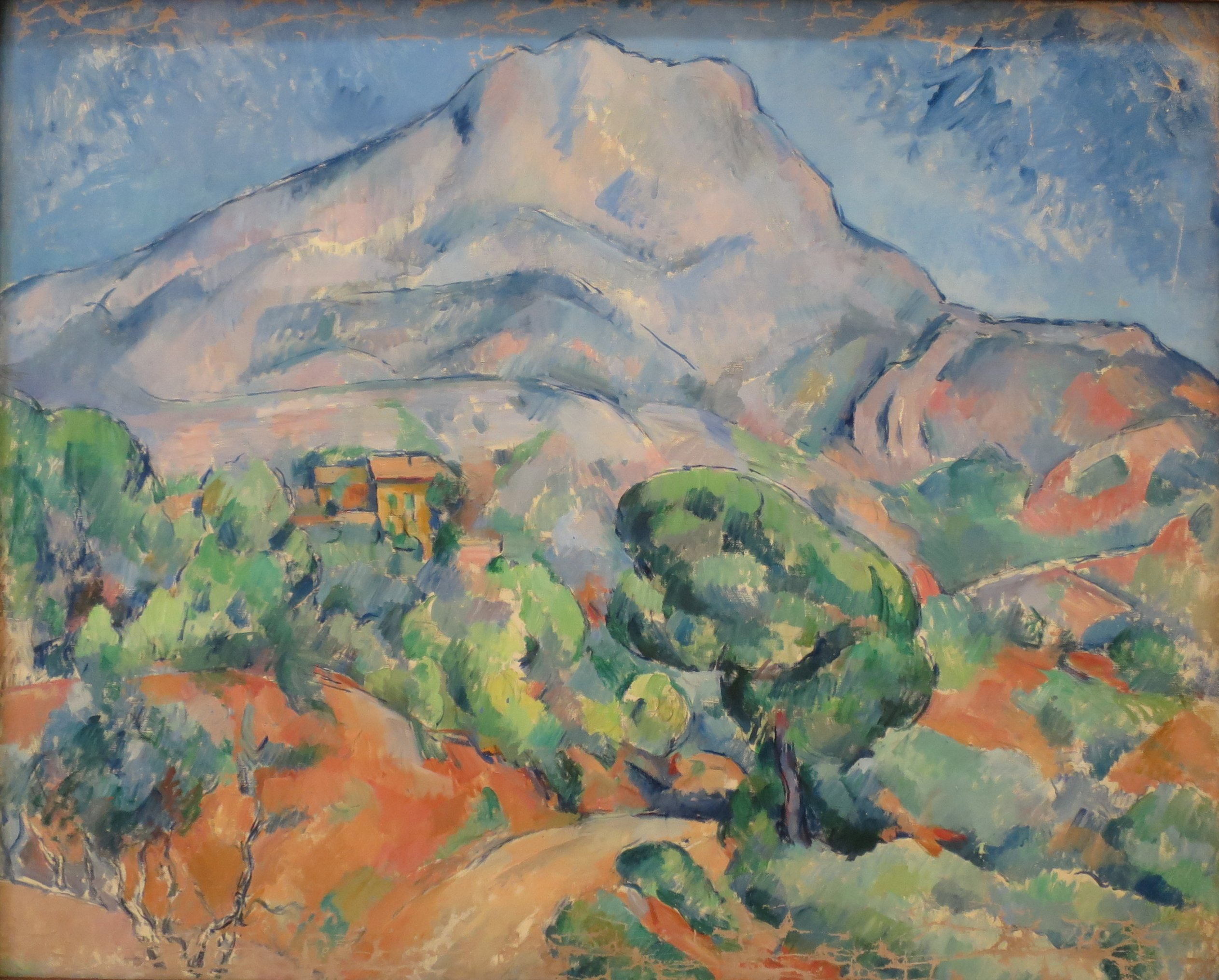
Дорога перед горой Сент-Виктуар. Ок. 1900 г. Холст, масло. Государственный Эрмитаж, Санкт-Петербург

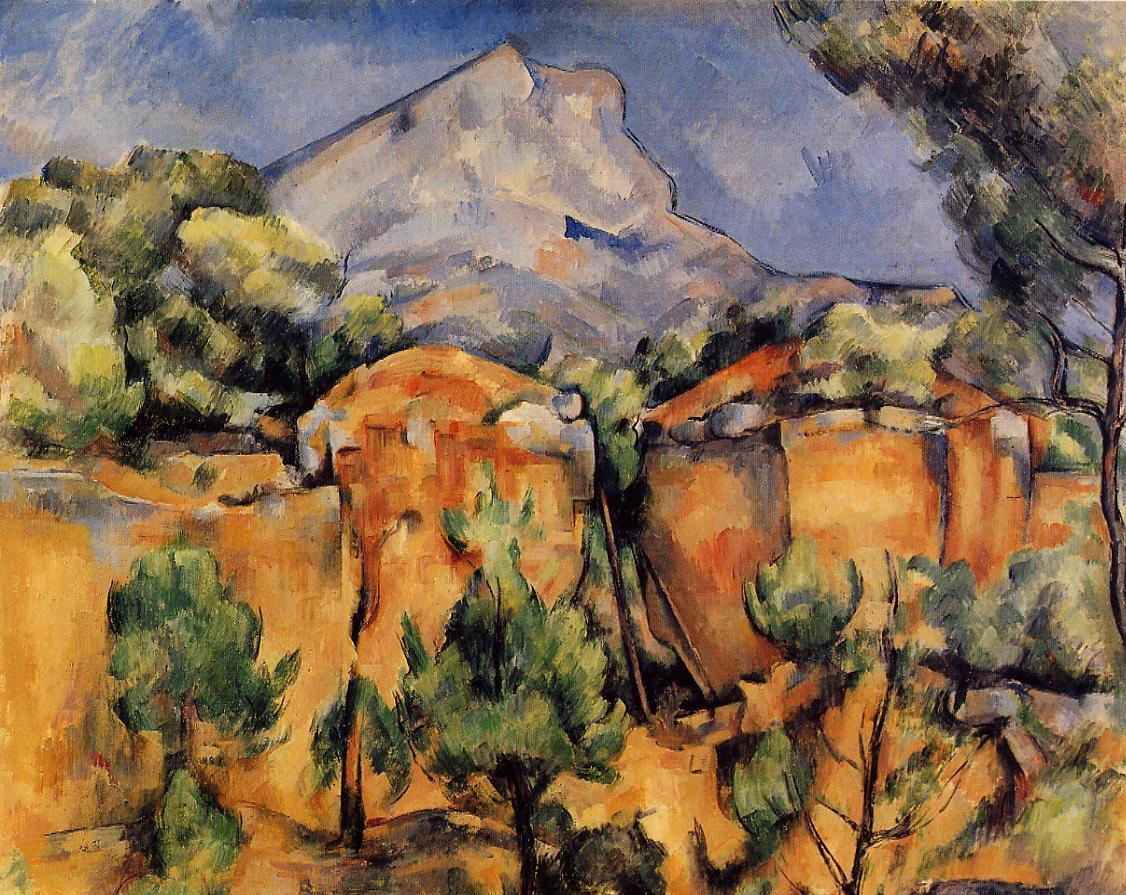
Вид на Мон-Сент-Виктуар из карьера Бибемус. 1897. Холст, масло. Художественный музей, Балтимор

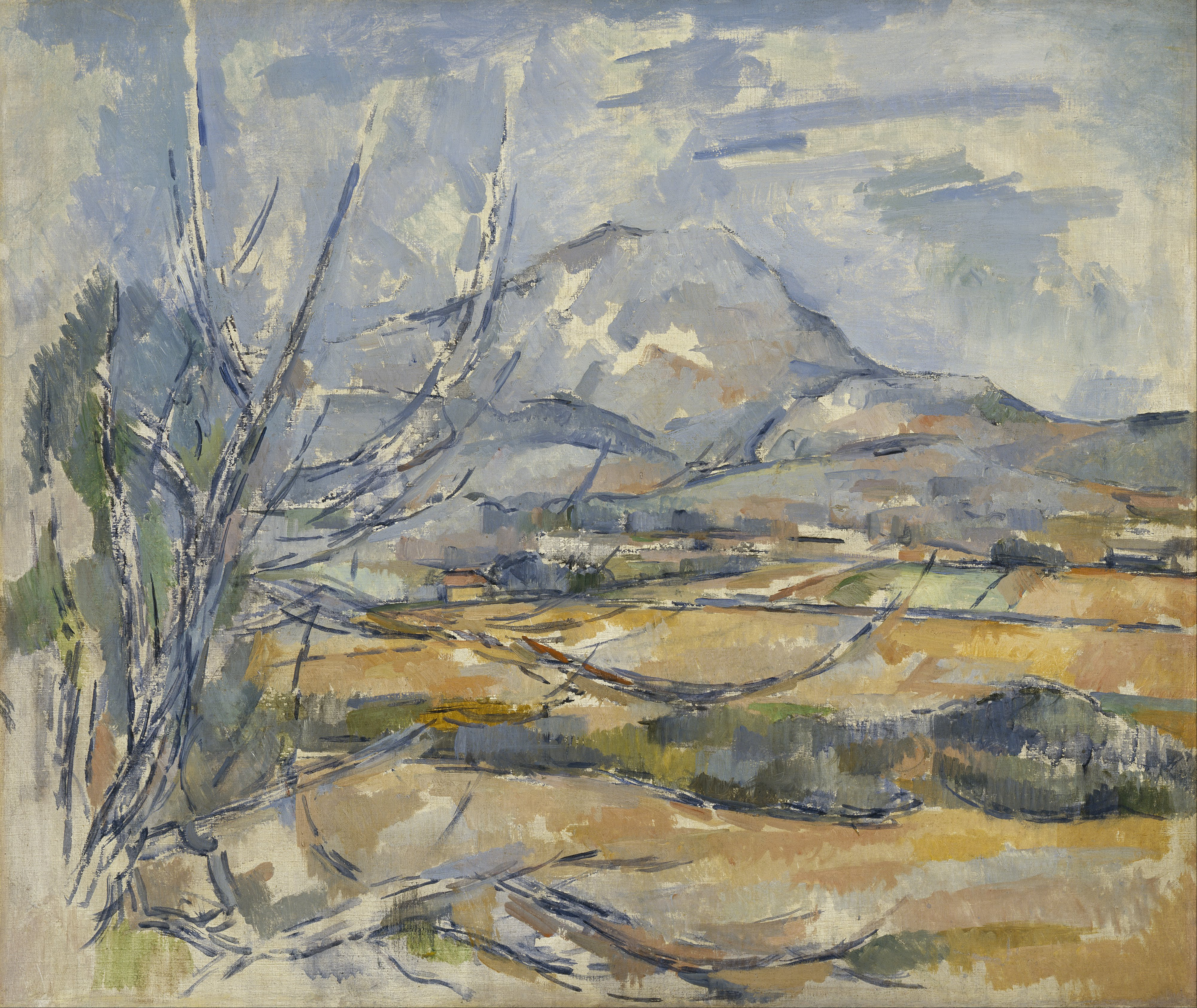
Гора Сент-Виктуар. 1890. Холст, масло. Национальная галерея Шотландии, Эдинбург

Историк искусства и художественный критик Н. Н. Пунин в конце 1920-х годов в лекциях на Высших государственных курсах искусствоведения при Институте истории искусств (Зубовском) в Ленинграде говорил студентам: «Потяните за ветку сосны в картине Шишкина, — и за ней полезет ствол. Потяните за ветку сосны Сезанна, — и за ней полезет соседний кусок неба». В пейзажах Сезанна действительно одна форма «вставляется в другую» будто в специально приготовленное для неё место и «вычитается» при восприятии (способ формовычитания).
В «Пейзаже с домом повешенного» особенно выразительна «обратная перспектива» — напряжённое зрительное движение из глубины картины на зрителя. В связи с этой особенностью пейзажей Сезанна живописец Андре Лот в 1939 году использовал термин «пассаж» (фр. passage — проход, переход). С помощью «пассажей» Сезанн преодолевал кажущуюся инертность, пассивность академической «прямой перспективы» с одной, центральной точкой зрения. Он совершал «нечто вроде духовного восхождения по тектоническим разломам земли».

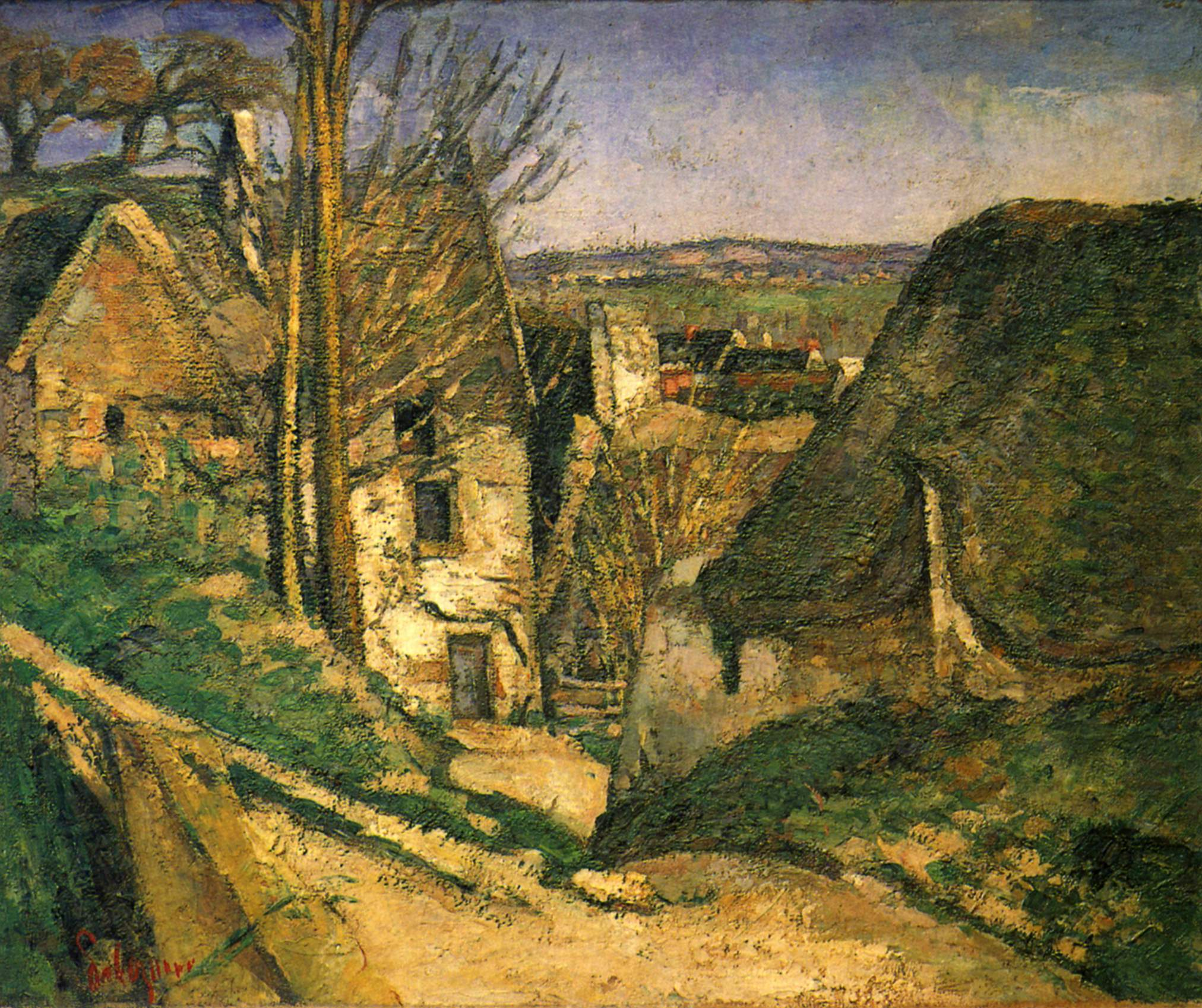
Пейзаж с домом повешенного. 1873. Холст, масло. Музей д’Орсе, Париж

Б. Дориваль писал, что пейзажи Сезанна «отличаются космическим характером геологической драмы». Живописец Пьер Огюст Ренуар как-то сказал, что «три мазка Сезанна — это уже картина».

## Творческий метод Сезанна
Вдумчивый, внимательный зритель «может простаивать перед картинами Сезанна часами, наслаждаясь созерцанием даже небольшого фрагмента его живописи… Но в то же время сложная пространственно-цветовая система живописи художника как бы „не пускает“ взгляд поверхностного наблюдателя». Сам Сезанн чувствовал постоянную неудовлетворённость и даже бессилие: «Я работаю очень медленно», — говорил он, — «потому, что натура представляется мне очень сложной… То, чего мне не хватает, это выполнение. Я добьюсь, может быть, этого, но я стар и могу умереть раньше, чем достигну этой высокой цели». А. Воллар вспоминал: «пока он писал натюрморт яблоки на нём успевали сгнить, тогда он стал писать бумажные цветы: „они не гниют, зато выцветают, сволочи…“. За неимением лучшего Сезанн был вынужден использовать иллюстрации из популярных журналов и репродукции с картин Шардена. Работая над портретом Воллара в течение ста пятнадцати сеансов, молвил только одно: „Я не могу сказать, что недоволен передом рубашки“».
Сезанн мечтал подняться до уровня горячо любимых им старых мастеров: венецианцев, малых голландцев. Он хотел достичь абсолютной гармонии. Эмиль Бернар, бывший в то время единственным учеником Сезанна, считал способ работы мастера «размышлением с кистью в руках… Обобщая законы, он извлекал из них принципы, которые применял условно: таким образом, он толковал, а не писал то, что видел».
Особенно неодобрительно Сезанн отзывался о Поле Гогене, называя его работы «раскрашенными китайскими картинками», считая его влияние на живопись других художников пагубным, и говорил, что живопись Гогена «бессмыслица», поскольку «в ней нет формы». Кроме Бернара, из импрессионистов, теперь уже бывших друзей Сезанна, в его гениальность верил только Камиль Писсарро (и, может быть, несколько расчётливо, Амбруаз Воллар), всю жизнь Сезанн и Писсарро оставались друзьями, несмотря на различие методов творчества.

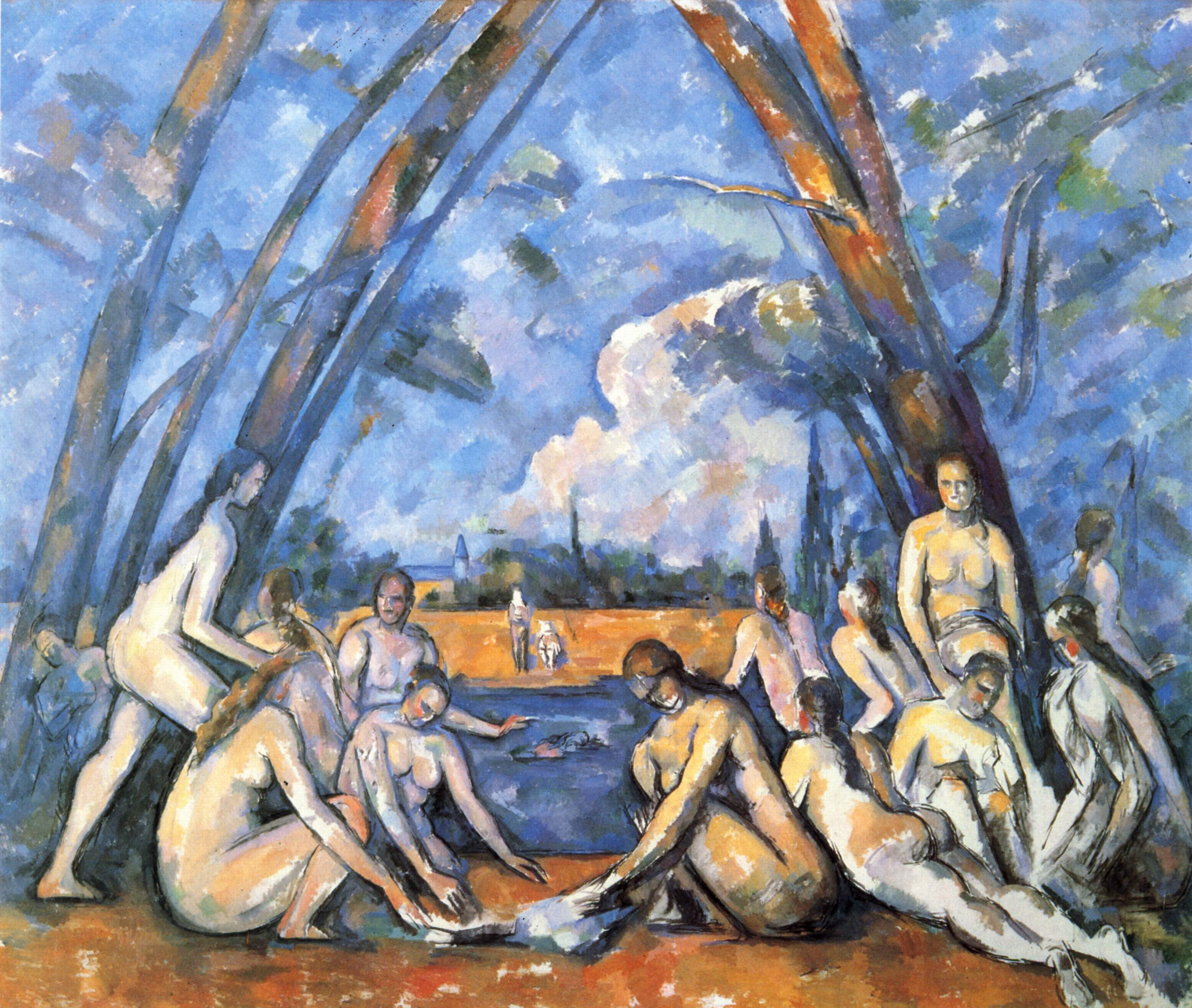
Большие купальщицы. 1906. Холст, масло. Художественный музей Филадельфии

В поздних картинах, условно называемых «купальщицами», Сезанн мучительно разрешал ему одному ведомые и никому в то время непонятные формальные проблемы. Собственно купальщицы его не интересовали. Слегка посетовав на невозможность в провинциальном Эксе найти обнажённую женскую модель, он пригласил одного старика-инвалида, который успешно заменил ему всех женщин на картине. Многие в этом увидели неприятие Сезанном женского тела вообще как «соблазна красивости».
Характерно, что при всей сложности художественного языка и изобразительной формы картины Сезанна отличаются удивительно светлым, прозрачным колоритом. Со временем, когда Сезанн стал увлекаться акварелью, он перенёс некоторые приёмы акварельной живописи в масляную: стал писать на холстах по белому грунту. Красочный слой на этих полотнах стал облегчённым, словно бы высвечивая изобразительное пространство изнутри. Сезанн стал ограничивать свою работу тремя цветами: зелёным, голубым и охристым, сквозь которые просвечивал белый цвет самого холста, а во многих местах специально оставлял фон холста нетронутым, что подчёркивало экспрессию рядом положенных мазков.

## Сезанн и художественная традиция
В своём творчестве художник попытался ценой титанических усилий примирить классику и современность, образно говоря, искусство Пуссена и природу, законы большого стиля и право на индивидуальный выбор творческого метода. В эпоху многообразия художественных течений, дифференциации эстетических задач и индивидуализации творчества «исторический стиль» больше не мог служить образцом для художников, каждый из которых выбирал собственный путь в искусстве, повинуясь исключительно внутренним свойствам своей души, а не требованиям художественной традиции и школы. Поэтому задача, которую ставил перед собой Сезанн, была в принципе невыполнимой, что и предопределило постоянные сомнения художника. Невозможно одновременно утверждать индивидуальную свободу и классические каноны. Но художественные результаты, которых достигал в своём творчестве Сезанн, тем не менее, были настолько впечатляющими, что вызывали уважение у представителей самых разных направлений искусства рубежа XIX—XX веков.
На художников искусство Сезанна оказывало огромное воздействие. Его картинами восхищались орфисты, пуристы, неопластицисты, художники объединений «Золотое сечение», «Круг и квадрат», «Де Стейл». Однако модернисты, к каковым, в отличие от художников авангарда, относились, к примеру, кубисты либо разлагали форму на составляющие элементы, либо упрощали принципы Сезанна до примитива, как это делали пуристы и неопластицисты. В обоих случаях преобладали аналитические, а не синтетические устремления. Не лучшую роль в этом сыграли ставшие знаменитыми слова Сезанна: «Трактуйте природу посредством цилиндра, шара, конуса…», понятые слишком прямолинейно.
Картины Сезанна убедительно демонстрировали связь между классикой и современностью, хотя и непростую, которая формирует некую надежду, что искусство форм и красок не утратило в процессе своего развития критерии художественности. Классика хранит принципы устойчивости и равновесия, которые искал в природе Сезанн. Он верил, так же, как и представители Возрождения и классицизма, что в основе бытия лежит порядок, а не хаос, и творческая сила всё упорядочивает, выстраивая из хаоса гармонию.
Сезанн отрицательно относился к живописи многих своих современников — новаторов, таких, как Гоген, Ван Гог, Сёра, именно потому, что видел в их работах много произвольности и субъективизма. По этой же причине Сезанн был противником декоративного подхода к живописи, поскольку декоративность убирала из живописи объём, лишая пространство картины сложности трёхмерности.

 Сезанн верил, что формы природы и искусства образуют в конечном счёте органическое единство. Он сумел отрешиться от внешней красивости, поверхностного правдоподобия и функции «услаждения зрения» — вечного соблазна изобразительного искусства. Он отверг «похожесть» и «правильность» в натюрмортах, пейзажах и портретах ради более глубокой, внутренней правды тектоники и пластики. Это была мучительная, тяжёлая работа. Сезанну можно удивляться, его трудно любить. В лице этого художника живопись дошла до предела своих аналитических возможностей, хотя сам Сезанн всё время стремился к синтезу. В этом и состояла затруднённость его творчества 
В исторической перспективе Сезанн оказался родоначальником течений в живописи «после Сезанна», одним из которых стал кубизм. Но кубизм, даже в лице Пикассо, оказался беднее по своему содержанию живописи Сезанна, потому что утратил те чисто живописные качества, богатство цвета, многослойное письмо, которого добился Сезанн в результате упорного труда. К тому же кубизм для Пикассо был лишь этапом, сознательным экспериментом, художественной игрой, поэтому и внутреннее содержание работ Пикассо эпохи кубизма намного беднее содержательности лучших работ Сезанна.

## Критика и последователи
Живопись «великого упрямца из Экса» не смогли понять и оценить современники. Вот характерные отзывы в прессе на его последнюю прижизненную выставку 1906 года: «„Наивный каменщик“, создатель странных и диких картинок, искажённо передающих окружающую природу… Неполноценный талант, картины которого, вследствие дефекта зрения, оставались незаконченными, как бы в эскизном состоянии; благодаря парадоксам нескольких писателей и махинациям некоторых торговцев он попал в положение великого человека и главы школы… Широкую же публику всегда смущала слабость рисунка этого искреннего, но неполноценного живописца.. Его имя навсегда останется связанным с наиболее памятными причудами в искусстве последних пятнадцати лет». Даже его друзья художники говорили, что его живопись «горбата» и неумела.
В начале XX века искусство Сезанна привлекло внимание русских художников объединения «Бубновый валет». Поэт, художник и литературный критик М. А. Волошин назвал Сезанна «подвижником, иконоборцем» и «Савонаролой современной живописи».
«Под Сезанна» писали натюрморты русские художники-сезаннисты: П. П. Кончаловский, А. В. Куприн, И. И. Машков, Р. Р. Фальк. Однако русским были чужды формальные поиски Сезанна, их увлекали цветность, широта живописи, яркость красок, декоративность, сочность мазка. Поэтому они отдали дань лишь внешним приметам «сезаннистской живописи», да и то ненадолго. Русские живописцы знакомились с картинами Сезанна по собраниям И. А. Морозова и С. И. Щукина в Москве. Русские увидели в искусстве Сезанна только то, что хотели видеть, они принадлежали к новому поколению и оценивали сезаннизм сквозь синтетизм П. Гогена, работы художников понт-авенской группы и наби, декоративизм А. Матисса и российский «кубофутуризм».
Выставка «Поль Сезанн и русский авангард начала XX века», проведенная в 1998 году в залах Русского музея в Санкт-Петербурге, наглядно продемонстрировала не только связи, но и огромную дистанцию, разделяющую Сезанна и дерзких, но поверхностных авангардистов. Лишь некоторые из картин А. В. Куприна, И. И. Машкова, А. А. Осмёркина приближаются к творчеству французского живописца. Таким образом, ни французский кубизм, ни российский авангардизм, ни другие течения в искусстве XX века не стали в полном смысле слова сезаннистскими.
Художник-любитель Уинстон Черчилль относил себя к ученикам Поля Сезанна, воспринимая, по словам своего биографа Дмитрия Медведева, природу в качестве «массы искрящегося света, в которой поверхности и формы трудно различимы и имеют относительно небольшое значение, а преобладают вспышки и блеск с восхитительными цветовыми гармониями и контрастами».

## Наследие
Художественное наследие Сезанна составляет более 800 работ маслом, не считая акварелей и других произведений. Никто не может подсчитать количества работ, уничтоженных, как несовершенные, самим художником за годы своего долгого творческого пути. В Осеннем салоне 1904 года в Париже целый зал был отведён для демонстрации картин Сезанна. Эта выставка стала первым действительным успехом, более того — триумфом художника. Ретроспектива картин Сезанна была проведена в Осеннем салоне 1904 года, многие работы художника были представлены в Осеннем салоне 1905 и 1906 годов, за которыми последовали две памятные ретроспективные выставки после его смерти в 1907 году.
В феврале 2024 года при ремонтных работах в доме, где Поль Сезанн провел свое детство, была случайно обнаружена его неизвестная ранее картина.

## Галерея

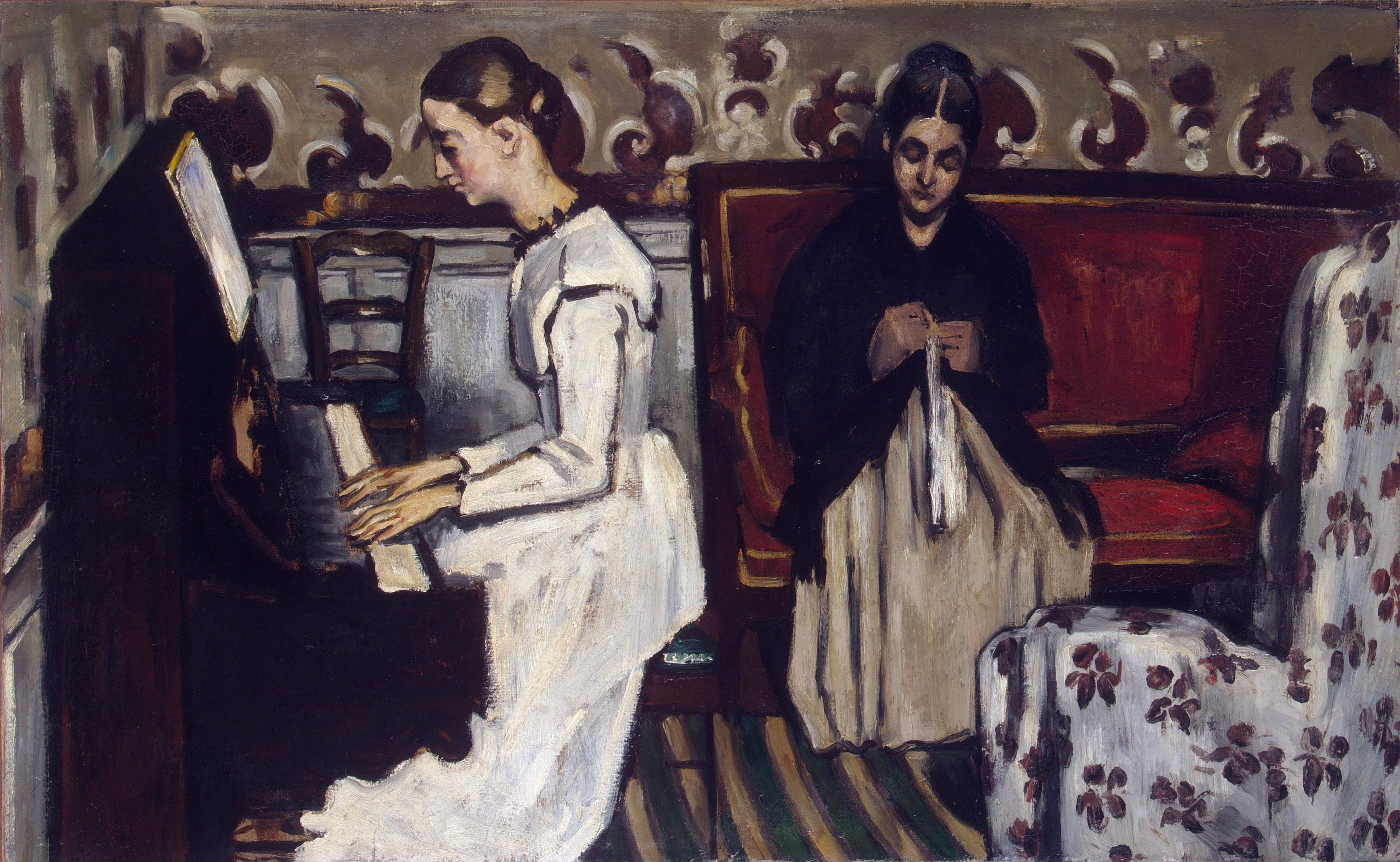
Девушка у пианино (Увертюра к «Тангейзеру»). Ок. 1868. Холст, масло. Государственный Эрмитаж, Санкт-Петербург
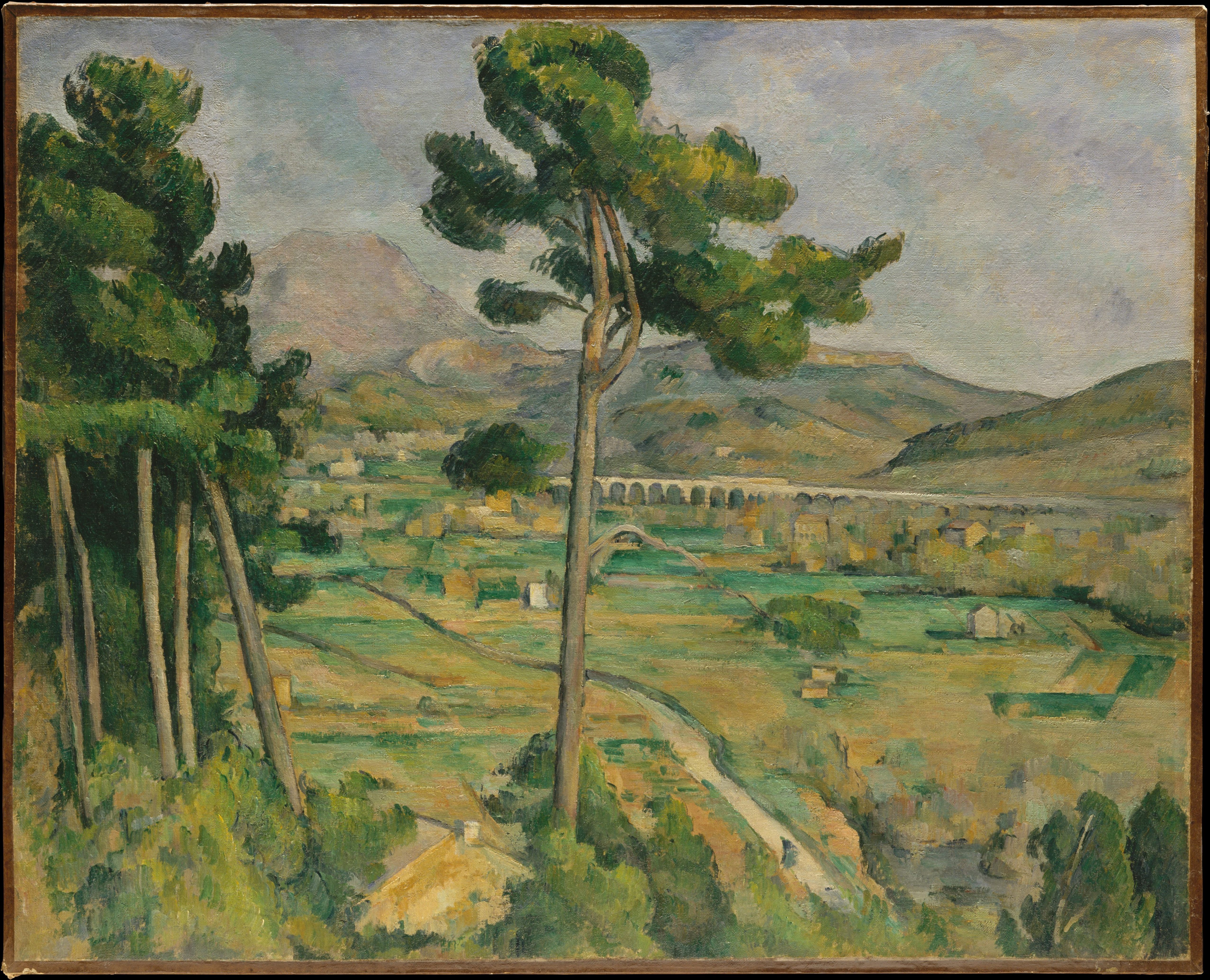
Гора Сент-Виктуар. 1882—1885. Холст, масло. Метрополитен-музей, Нью-Йорк
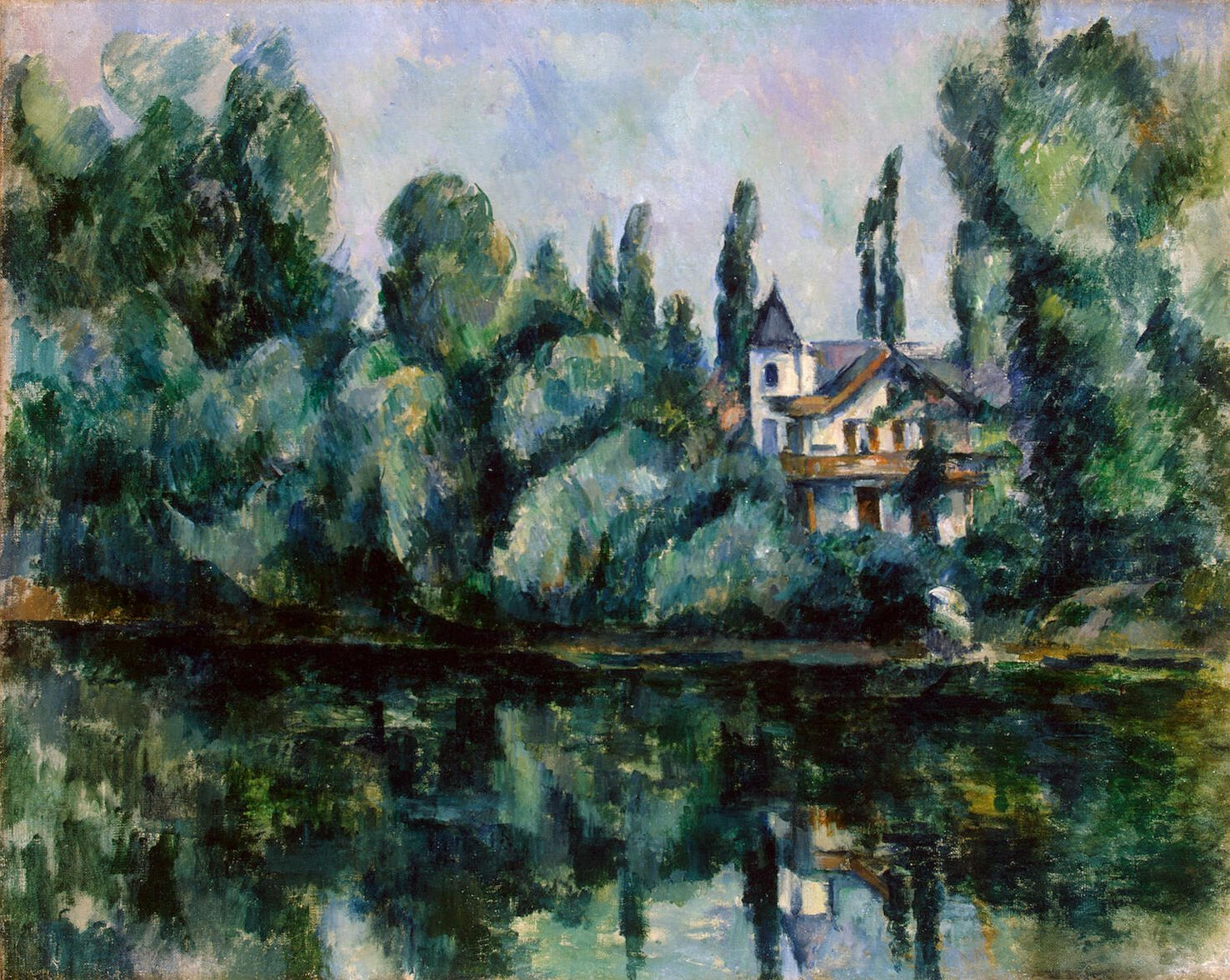
Берег Марны. 1888. Холст, масло. Государственный Эрмитаж, Санкт-Петербург
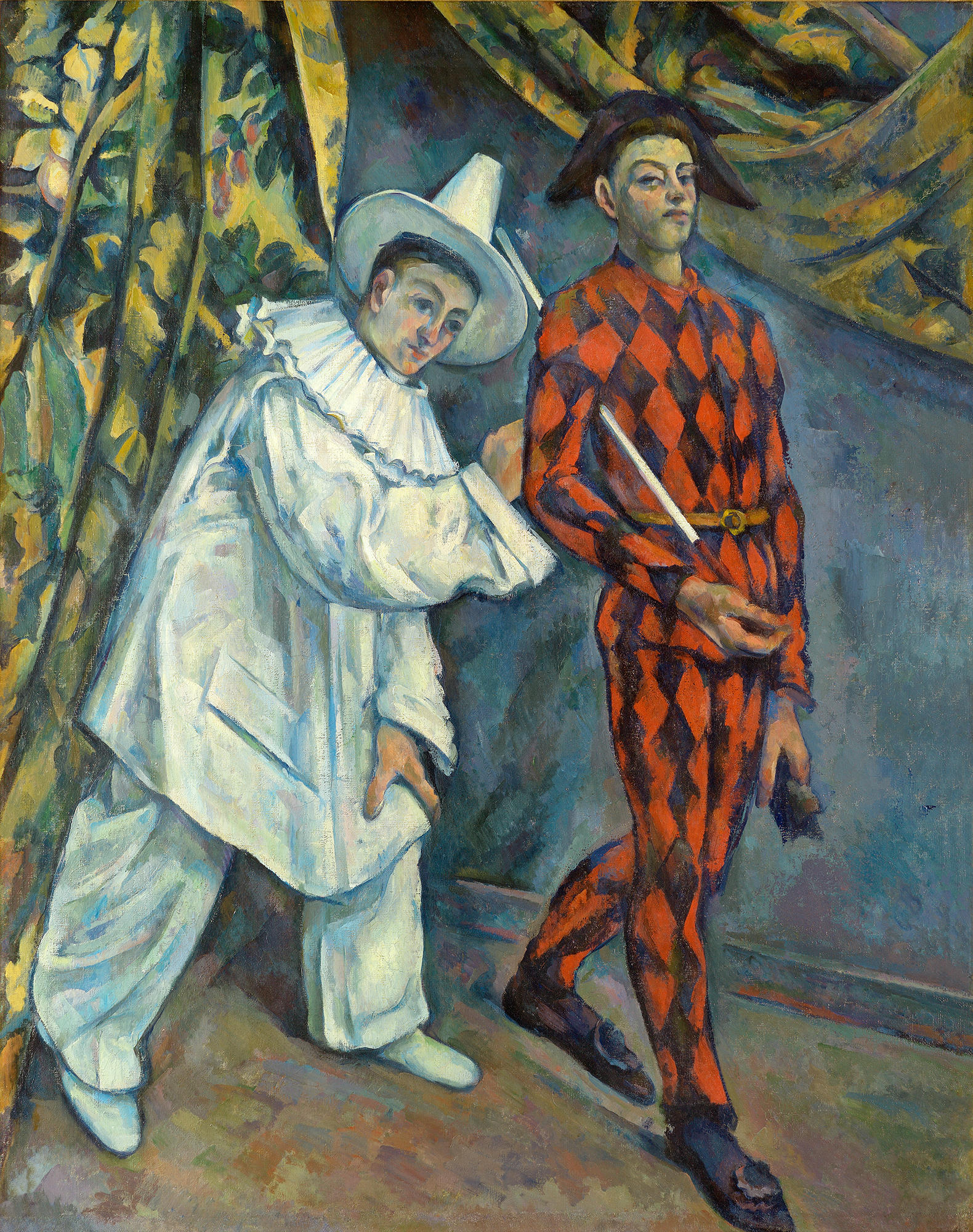
Пьеро и Арлекин. 1888. Холст, масло. ГМИИ имени А. С. Пушкина, Москва
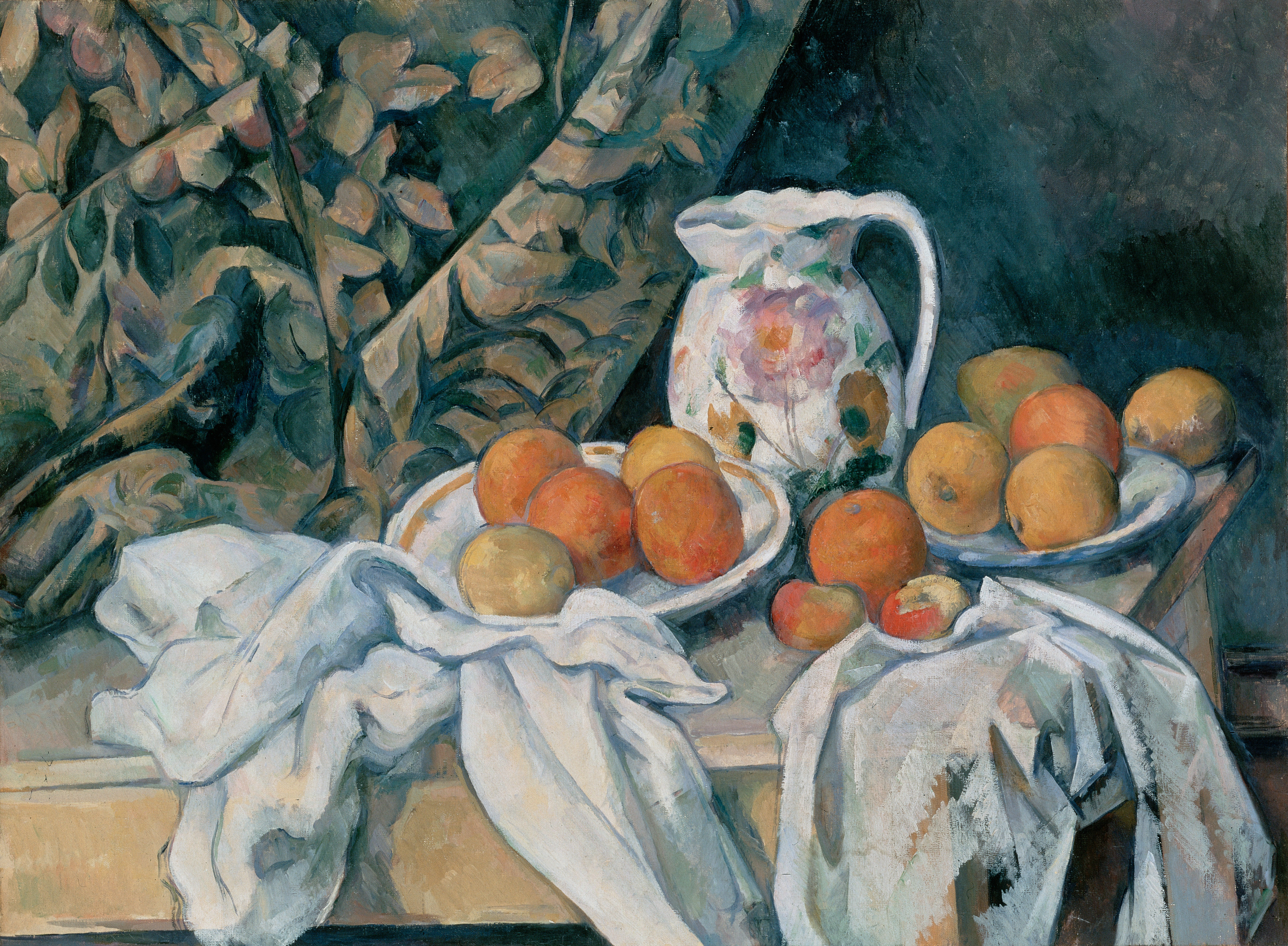
Натюрморт с драпировкой. Ок. 1895. Холст, масло. Государственный Эрмитаж, Санкт-Петербург
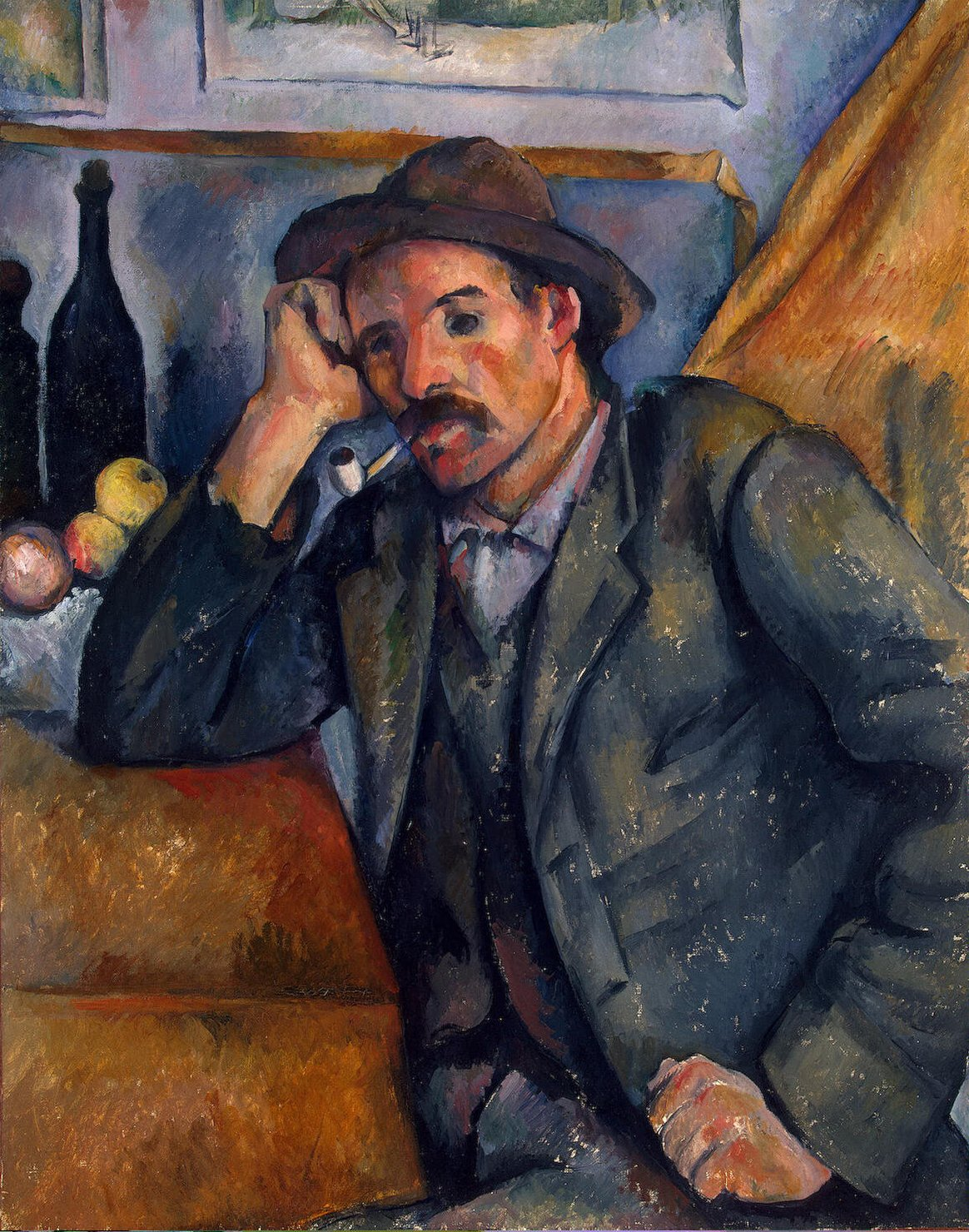
Мужчина с трубкой (Курильщик). 1890. Холст, масло. Государственный Эрмитаж, Санкт-Петербург
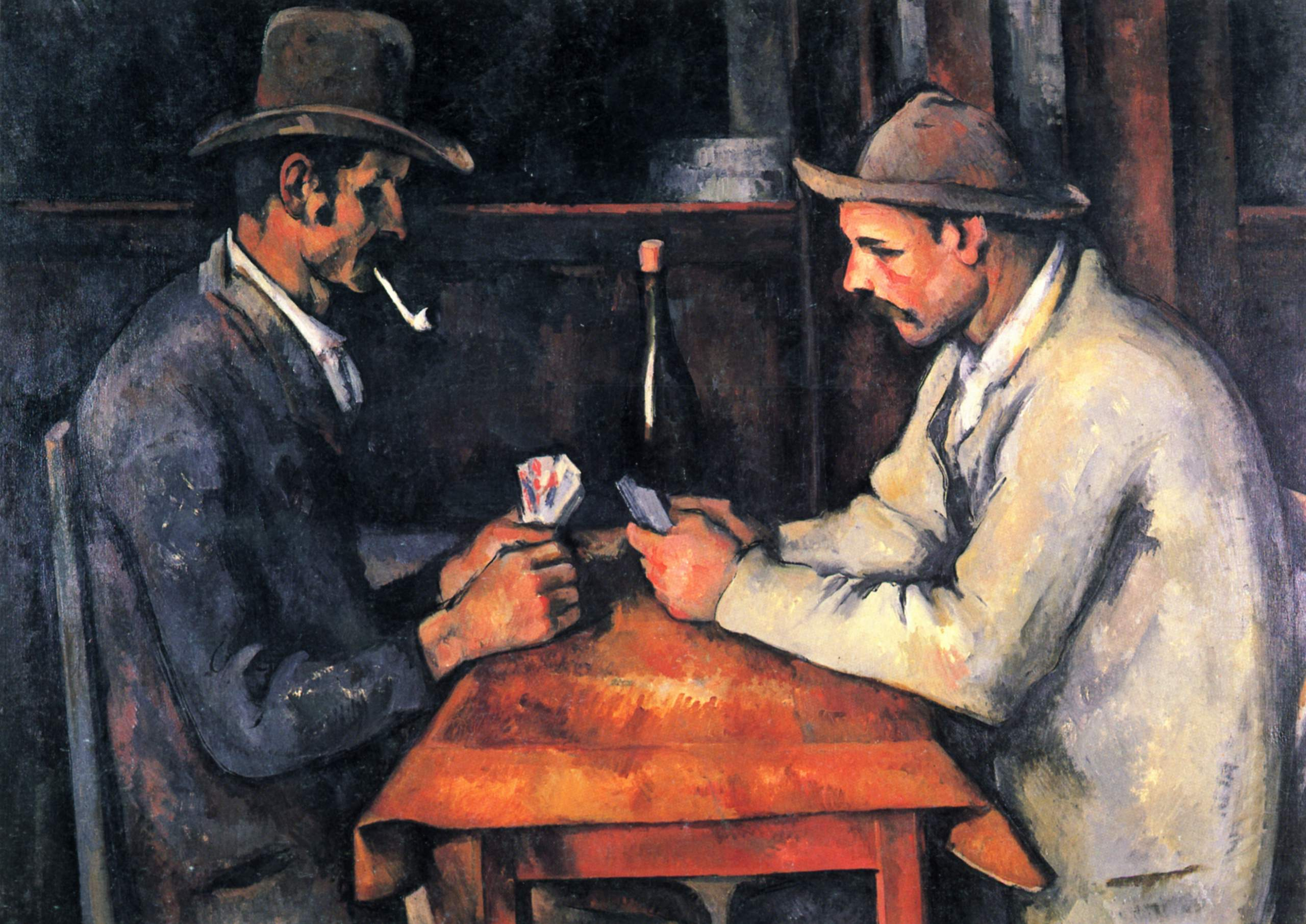
Игроки в карты. 1892—1893. Холст, масло. Собрание эмира Катара[* 1]
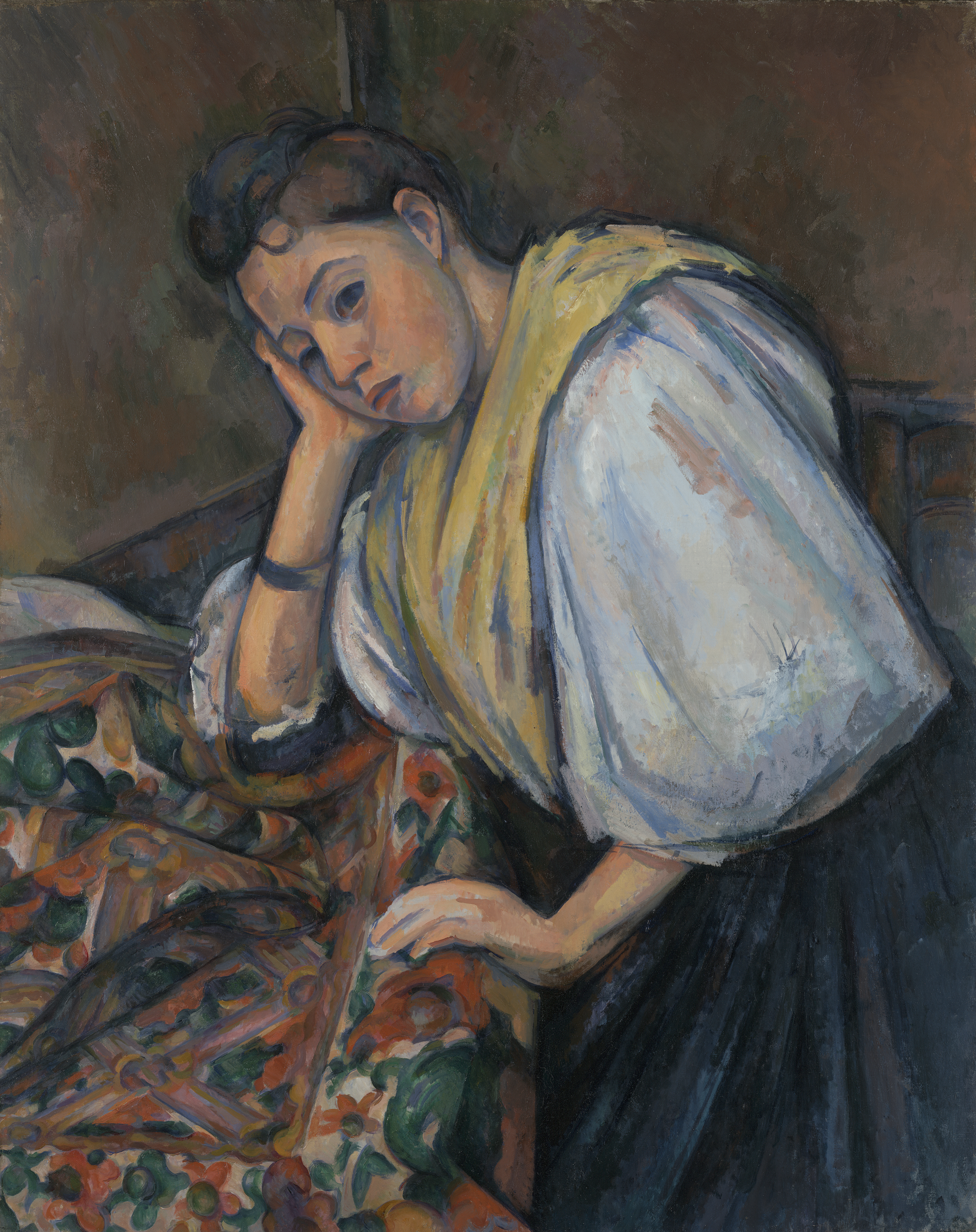
Молодая итальянка. 1896. Холст, масло. Музей Гетти, Лос-Анджелес
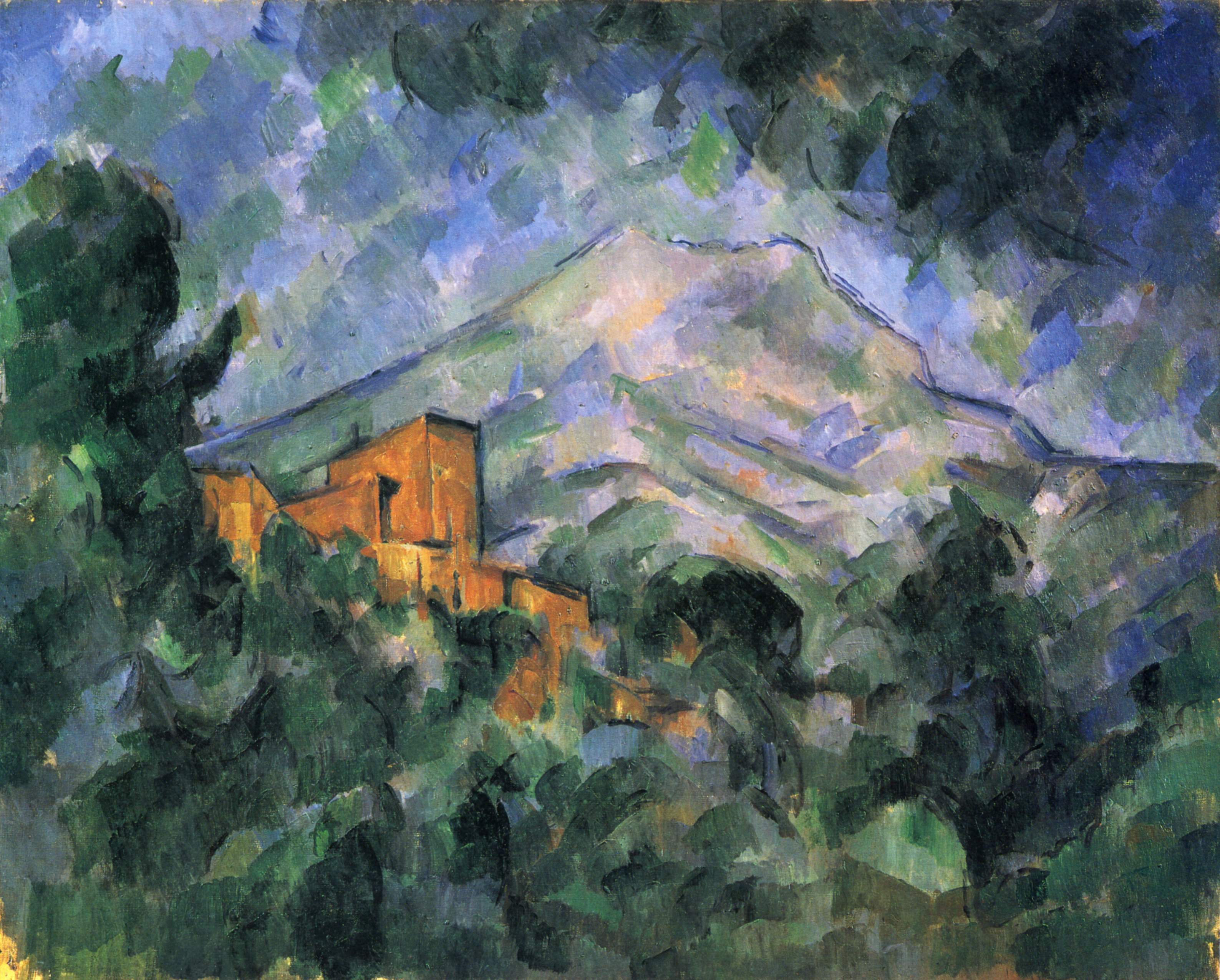
Гора Сент-Виктуар и Чёрный замок. 1904—1906. Холст, масло. Художественный музей Филадельфии
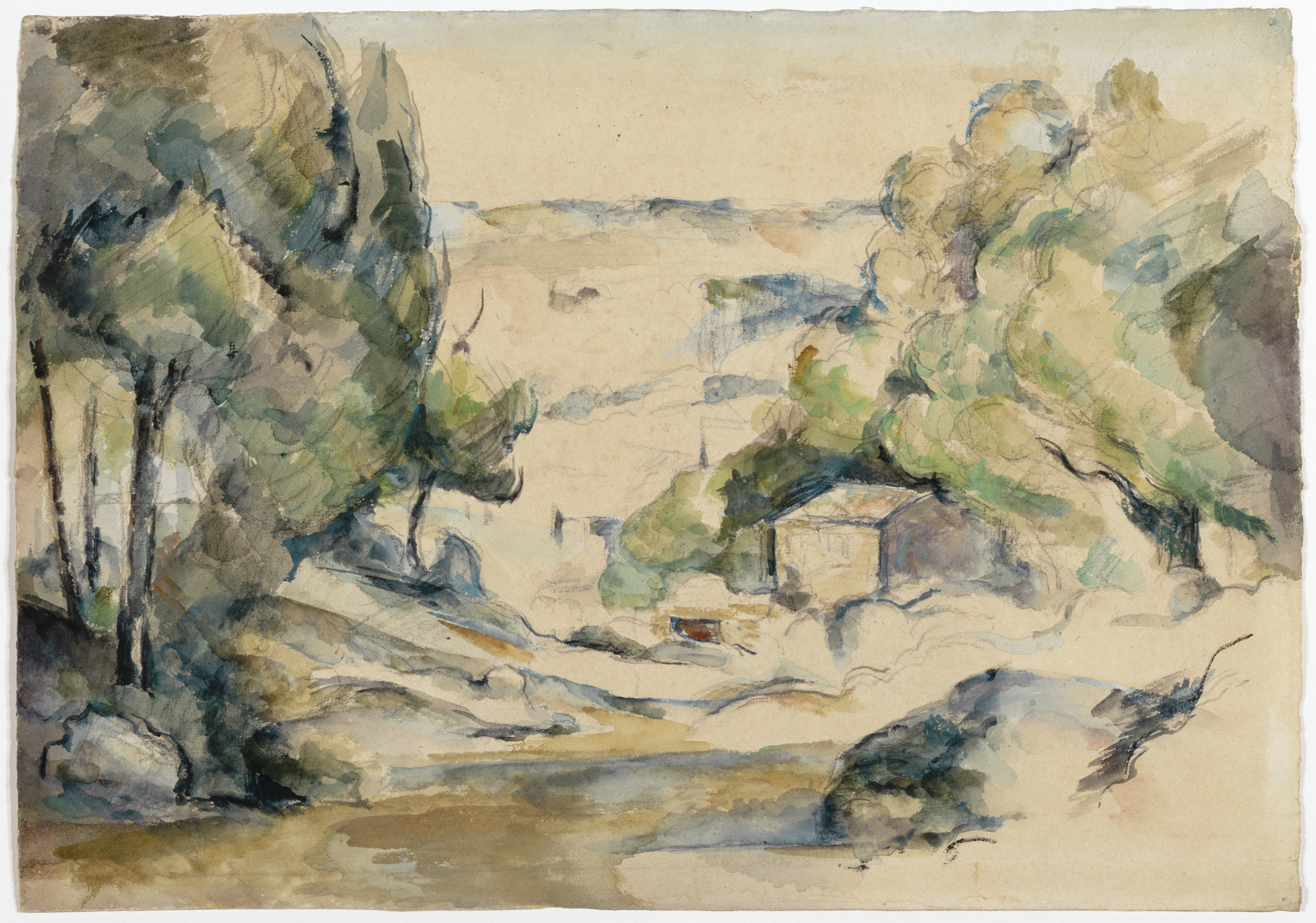
Пейзаж в Провансе. Ок. 1880. Бумага, акварель, гуашь. Кунстхаус, Цюрих
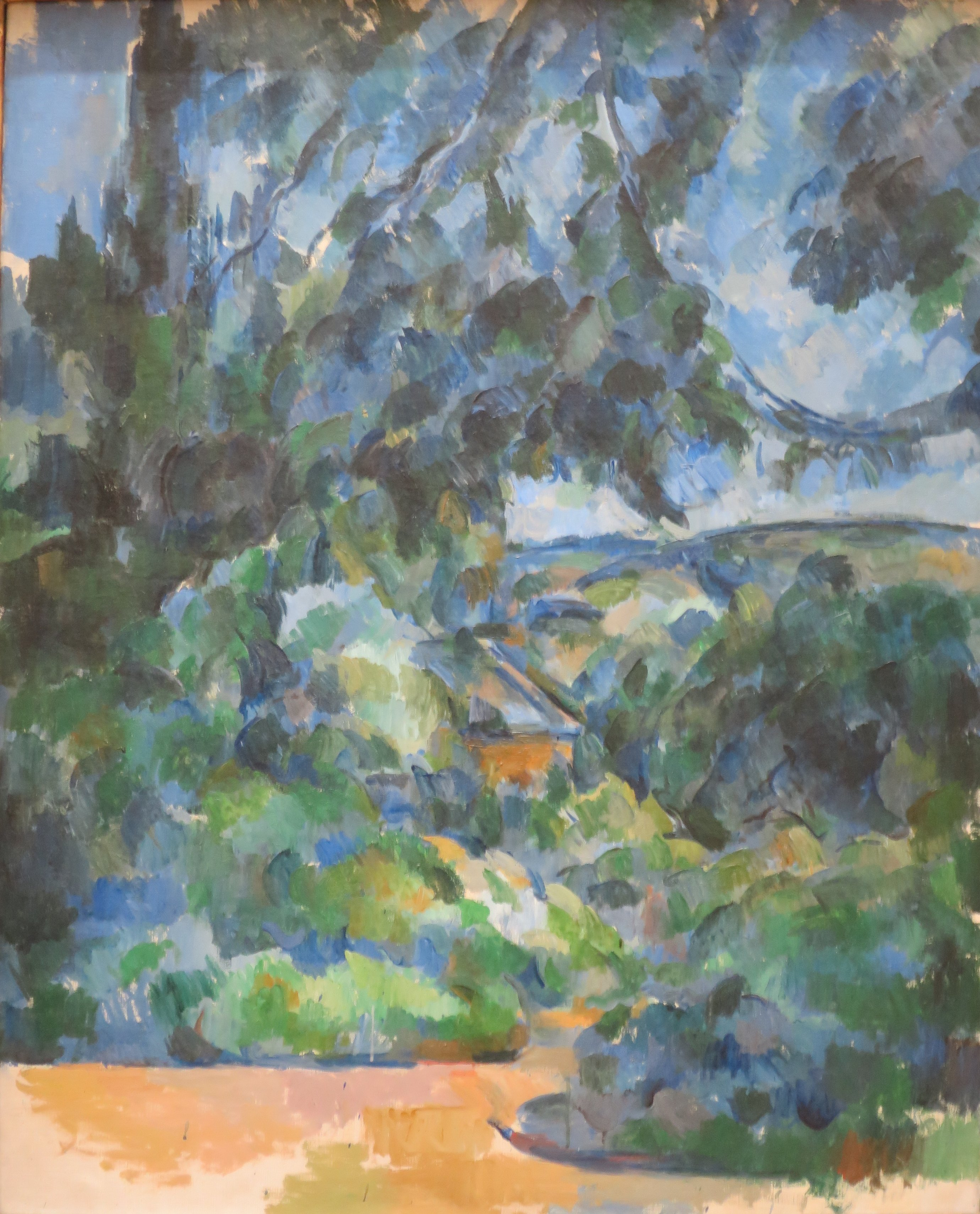
Голубой пейзаж. 1904—1906. Холст, масло. Государственный Эрмитаж, Санкт-Петербург
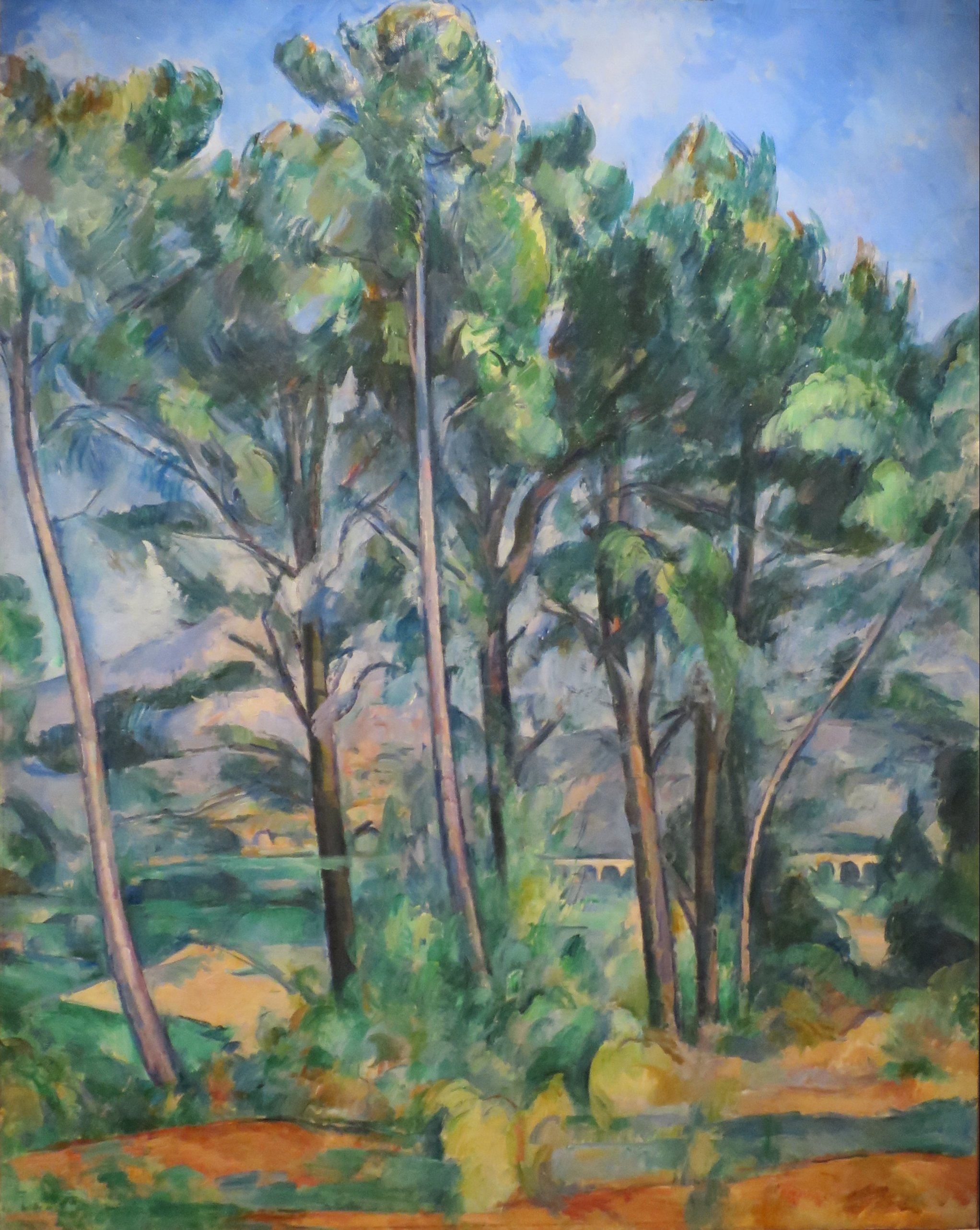
Гора Сент-Виктуар и виадук возле Валькро. 1898. Холст, масло. Государственный музей изобразительных искусств имени А. С. Пушкина, Москва

### Комментарии
1. ↑  В 2011 году была продана на закрытых торгах семье эмира Катара за 250 млн $, став самой дорогой из когда-либо проданных картин на тот момент[25].